# Paperodissea
Paperodissea è una storia scritta da Guido Martina e disegnata da Pier Lorenzo De Vita e pubblicata sui numeri 268 e 269 di Topolino libretto, datati 15 e 22 gennaio 1961. Rappresenta la grande parodia dell'Odissea omerica.

## Trama
Paperino è al comando della cavalleria personale del proprietario terriero Paperon de' Paperoni e, dopo dieci anni di scontri con gli Indiani a causa del rapimento di un bue dal ranch del ricco papero, riesce a sbaragliare i Pellerossa, venendo così congedato con tutta la sua truppa.
Nel frattempo Gastone si è impossessato della fattoria di Nonna Papera, dove Paperina, Qui, Quo, Qua e la stessa Elvira Coot aspettavano il loro familiare partito per il West come militare. Alla fine Paperino riuscirà riappropriarsi della propria casa e a scacciare da lì il suo odioso cugino e suoi creditori che si erano insediati, anche loro, nella fattoria.

## I personaggi
- Paperino assume il ruolo di Ulisse, superando i diversi ostacoli che incontra nel suo cammino verso casa;
- Paperina può essere paragonata a Penelope, aspettando per vent'anni il suo amato;
- Gastone svolge il ruolo di Antinoo, il capo dei Proci nell'Odissea.
- Nonna Papera interpreta la vecchia nutrice di Odisseo e Archimede con il suo Tele-pass ricorda il flashback nel regno dei Feaci

Nella storia compare anche Pippo in veste di mago indovino dagli occhi bendati, che può essere lontanamente paragonato a Tiresia oppure a Circe.